# اکتاو (الکترونیک)
در الکترونیک، یک اکتاو (نماد: oct) یا یک هشته یک واحد لگاریتمی برای نسبت‌های بین فرکانس‌ها است که یک هشته مربوط به دو برابر شدن فرکانس است. برای مثال، فرکانس یک هشته بالای ۴۰ هرتز، ۸۰ هرتز است. این اصطلاح از مقیاس موسیقی غربی گرفته شده‌است که در آن یک اکتاو دو برابر فرکانس است.  مشخصه برحسب اکتاو در الکترونیک صوتی رایج است.
همراه با دهه، یکایی است که برای توصیف باندهای فرکانسی یا نسبت فرکانسی استفاده می‌شود.

## نسبت‌ها و شیب‌ها
نسبت فرکانس بیان شده در اکتاو لگاریتم پایه-۲ (لگاریتم باینری) نسبت است:
{\displaystyle {\text{number of octaves}}=\log _{2}\left({\frac {f_{2}}{f_{1}}}\right)}
ممکن است گفته شود که یک تقویت‌کننده یا فیلتر دارای پاسخ فرکانسی ۶± دسی‌بل بر اکتاو در یک محدوده فرکانس خاص است، که نشان می‌دهد که بهره توان ۶± دسی بل (ضریب ۴ در توان) تغییر می‌کند، زمانی که فرکانس با ضریب ۲ تغییر می‌کند. این شیب یا به‌طور دقیق‌تر {\textstyle 10\log _{10}(4)\approx 6.0206} دسی‌بل بر اکتاو، مربوط به بهره دامنه متناسب با فرکانس است که معادل ۲۰± دسی‌بل بر دهه (ضریب ۱۰ تغییر بهره دامنه برای ضریب ۱۰ تغییر فرکانس) است. این یک فیلتر مرتبه-اول خواهد بود.

## مثال
فاصله بین فرکانس‌ها ۲۰ هرتز و ۴۰ هرتز ۱ اکتاو است. دامنه ۵۲ دسی‌بل در ۴ کیلوهرتز با افزایش فرکانس در ۲- دسی‌بل/اکتبر کاهش می‌یابد. دامنه در ۱۳ کیلوهرتز چقدر است
{\displaystyle {\text{number of octaves}}=\log _{2}\left({\frac {13}{4}}\right)=1.7}
{\displaystyle {\text{Mag}}_{13{\text{ kHz}}}=52{\text{ dB}}+(1.7{\text{ oct}}\times -2{\text{ dB/oct}})=48.6{\text{ dB}}.\,}

## یادداشت
1. ↑  The prefix octa-, denoting eight, refers to the eight notes of a diatonic scale; the association of the word with doubling is solely a matter of customary usage.